# طيري يا طيارة (مسلسل)
طيري يا طيارة، مسلسل تلفزيوني مصري عرض في رمضان 1434هـ/2013م.

## قصة المسلسل
تجسد «بوسى» ضمن أحداث العمل دور مذيعة توك شو تدعى «نيبال»، تتعرض من خلال برنامجها لفساد المحليات، والذي طغى في مصر وظهر بكثرة قبل الثورة، ويشاركها البطولة مصطفى فهمى الذي يجسد دور سفير مصر في إحدى الدول الأوروبية، ليعود إلى مصر، ويفاجأ بالتغيرات التي طرأت على البلاد في الفترة الأخيرة.

## فريق العمل
- مصطفى فهمي
- بوسي
- مادلين طبر
- جيهان فاضل
- مها أبو عوف
- محمد أبو داود
- منى هلا
- ياسر فرج
- ميمي جمال
- يوسف فوزي
- نرمين ماهر
- ضياء الميرغني
- أسماء الباجوري